# 국민총행복지수

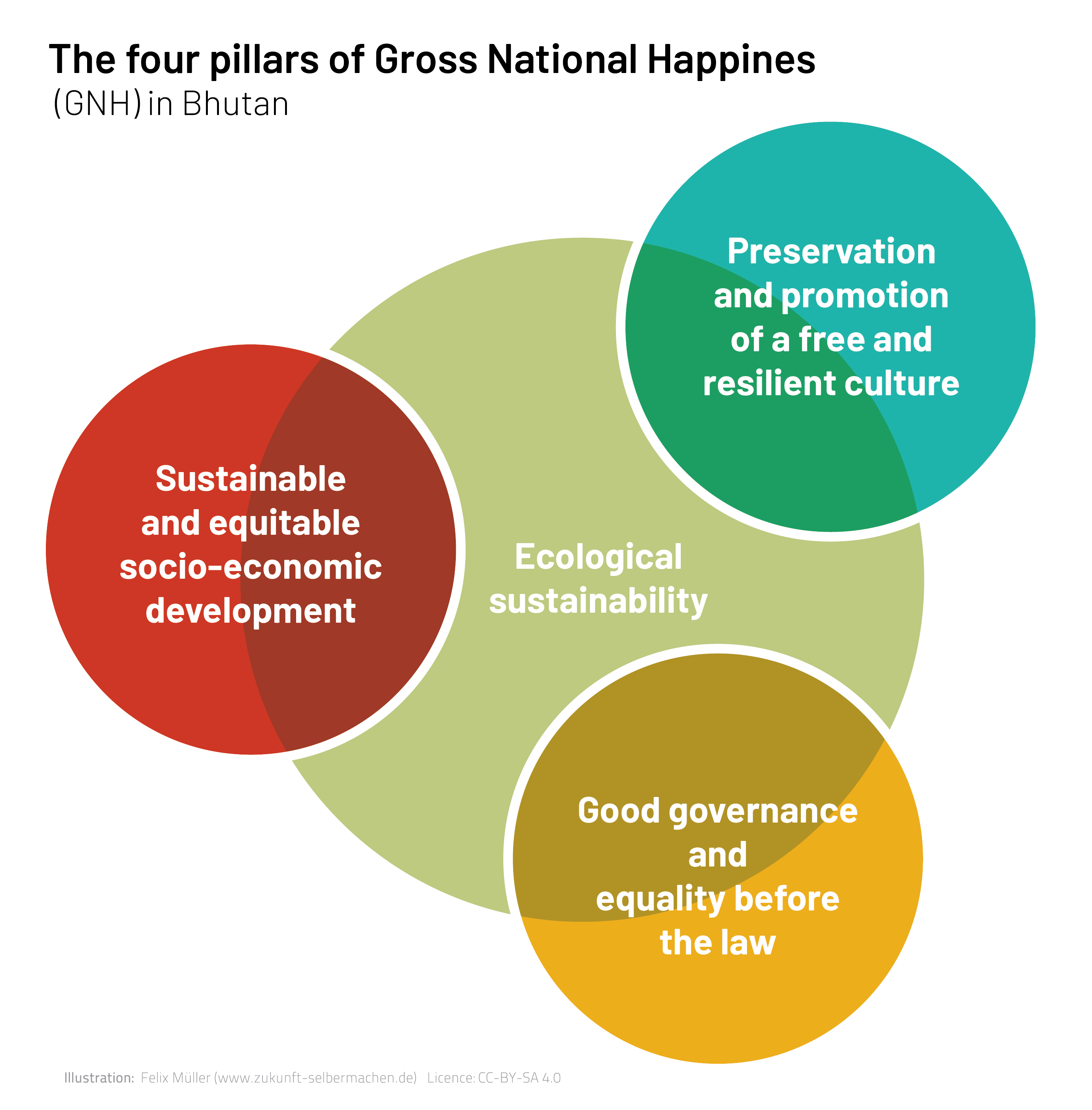
국민총행복지수

국민총행복지수(영어: Gross National Happiness, GNH)는 부탄에서 1970년대에 만들어낸 행복 개념이다. 점차 관심이 높아져 2007년 4월, OECD는 국민총행복을 목적에 따라 평균행복(Average Happiness), 행복수명(Happy Life Years), 행복불평등(Inequality of Happiness), 불평등조정행복(Inequality-Adjusted Happiness)의 4개의 세부 행복지수로 구분하고 각 국가의 GNH 정도를 측정하였다.
국민총행복지수의 영어 낱말 "Gross National Happiness"라는 용어는 1972년 파이낸셜 타임즈의 영국의 기자가 봄베이 공항에서의 인터뷰 중에 만들어진 단어로, 당시 부탄의 왕 지미 싱게 왕축은 "국민총행복지수가 국내총생산보다 더 중요하다."고 언급했다.."

## 같이 보기
- 행복
- 지구촌행복지수(HPI)
- 워라벨